# Sopron vármegye
Sopron vármegye (németül: Komitat Ödenburg, latinul: Comitatus Soproniensis) közigazgatási egység volt a Magyar Királyság dunántúli részében. Területét Magyarország és Ausztria között osztották fel. Központja Sopron volt.

## Földrajz
A vármegye területének nyugati része hegység, déli része teljesen síkság volt. Nyugaton az Alpok kiagázasa, valamint az Alpokaljához tartozó Lajta-hegység feküdt, keleten a Kisalföld terült el. A vármegye folyóvizekben igen gazdag volt: az Öreg-Rába, a Kis-Rába, valamint a Répce is a vármegye folyói közé tartozott.
Északról Moson vármegye, keletről Győr vármegye, délkeletről Veszprém vármegye, délről Vas vármegye, nyugatról pedig Ausztria határolta. 

## Történelem
A vármegyét Szent István király hozta létre az államalapítás és a királyi vármegyerendszer megszervezése idején Sopronvár központtal, az Osl nemzetség birtokainak területén.
1920-ban a vármegye nyugati részét Ausztria területéhez csatolták, 1921-ben szavazás döntött arról, hogy Sopron Magyarországon maradjon ("Leghűségesebb Város" - Civitas Fidelissima). A második világháború után a szintén csonka Győr és Moson vármegyékkel együtt megalakították Győr-Moson-Sopron megyét. 1950-ben Győr-Sopron megye déli része Vas megye területéhez csatolódott.

## Lakosság
1891-ben a vármegye összlakossága 259 602 volt, ebből:
- 122 334 (47,12%) magyar
- 105 043 (40,46%) német
- 30 160 (11,62%) horvát
- 349 (0,13%) szlovák
- 181 (0,07%) egyéb

## Közigazgatás
A vármegye a következő járásokra volt felosztva:
- Csepregi járás, székhelye Csepreg
- Csornai járás, székhelye Csorna
- Felsőpulyai járás, székhelye Felsőpulya
- Kapuvári járás, székhelye Kapuvár
- Kismartoni járás, székhelye Kismarton (rendezett tanácsú város)
- Nagymartoni járás, székhelye Nagymarton
- Soproni járás, székhelye Sopron (törvényhatósági jogú város)